# Seznam skladatelů vážné hudby, D
Seznam skladatelů vážné hudby podle abecedy:
A – B –
C – Č –
D – E – 
F – G –
H – Ch –
I – J –
K – L –
M – N –
O – P –
Q – R –
Ř – S –
Š – T –
U – V –
W – X –
Y – Z –
Ž

## Da
- Nuccio D' Angelo (1955)
- Philip Dadson (1946)
- Larry Daehn (1939)
- Jean Daetwyler (1907–1994)
- Hugo Daffner (1882–1936)
- Francois Dagincourt (1684–1758)
- Ingolf Dahl (1912–1970)
- Lasse Dahlquist (1910–1979)
- Hubert Dahmen (1812–1837)
- Luke Dahn (1976)
- Daniel Dal Barbra (1715–1801)
- Mark Dal Porto (1955)
- Eugéne Dalavault (1714–1892)
- Nicolas-Marie Dalayrac (1753–1809)
- Marc Andre Dalbavie (1961)
- Nancy Dalberg (1881–1949)
- Charles D'Albert (1809–1886)
- Eleanor Daley (1955)
- Giovanni Battista Dalla Gostena (1558–1593)
- Evaristo Felice Dall'Abaco (1675–1742)
- Luigi Dallapiccola (1904–1975)
- Marco Dall'Aquila (1480–1538)
- Constatino Dall'Argine (1842–1877)
- Michele Dall'Ongaro (1957)
- Pierre Dalvimare (1772–1839)
- Joan Ambrosio Dalza (?–1508)
- Eugene Damare (1840–1919)
- Jean-Michel Damase (1928–2013)
- Pauls Dambis (1936)
- Thomas Damett (1390–1437)
- Walter Damrosch (1862–1950)
- Józef Damse (1789–1852)
- Ikuna Dan (1924–2001)
- John Danby (1757–1798)
- Charles Dancla (1817–1907)
- Georges Dandelot (1895–1975)
- Jean-François Dandrieu (1681–1738)
- Nicolas Daneau (1866–1944)
- Arthur Dangel (1931)
- Joseph Dangerfield (1977)
- Jean-Henri d'Anglebert (1629–1691)
- Adolphe-Leopold Danhauser (1835–1896)
- Arnaut Daniel (1150–1200)
- Omar Daniel (1960)
- Jean-Yves Daniel-Lesur (1908–2002)
- Richard Danielpour (1956)
- Mabel Wheeler Daniels (1878–1971)
- Christer Danielsson (1942–1989)
- konstantin Dankevič (1905–1984)
- Stephen Dankner (1944)
- Pista Danko (1858–1903)
- Hart Pease Danks (1834–1903)
- Greg Danner (1958)
- Isidor Dannström (1812–1897)
- John Danyel (1564–1926)
- Franz Danzi (1763–1826)
- Margarethe Danzi (1768–1800)
- Yves Daoust (1946)
- Louis-Claude Daquin (1694–1772)
- Jean-Luc Darbellay (1946)
- Francois-Joseph Darcis (1759–1783)
- Alexandr Sergejevič Dargomyžskij (1813–1869)
- Harold Darke (1888–1976)
- Christian Darnton (1905–1981)
- Benoni Darondeau (1740–?)
- John Darwall (1731–1789)
- Emīls Dārziņš (1875–1910)
- James Dashow (1944)
- Charles Dassoucy (1605–1677)
- Michael Daugherty (1954))
- Louis François Dauprat (1781–1868)
- Joseph Daussoigne-Méhul (1790–1875)
- Marcel Dautremer (1906–1978)
- Auguste-Lucien Dautresme (1826–1892)
- Antoine Dauvergue (1713–1797)
- Jean Baptiste Davaux (1742–1822)
- Vincenzo Davico (1889–1969)
- Felicien David (1810–1876)
- Ferdinand David (1810–1873)
- Gyula David (1913–1977)
- Johann Nepomuk David (1895–1977)
- Thomas Christian David (1925–2006)
- da Bergamo Davide (1791–1863)
- Karl Julievič Davidov (1838–1889)
- Ivanovič Davidov (1777–1825)
- Mario Davidovsky (1934)
- Charles Davidson (1929)
- Tina Davidson (1952)
- H. Walford Davies (1869–1941)
- Peter Maxwell Davies (1934)
- Anthony Davis (1951)
- Carl Davis (1936)
- Donald Romain Davis (1957)
- Katherine Davis (1892–1980)
- John Davison (1930–1999)
- John Davy (1763–1824)
- Richard Davy (1465–1507)
- Esteban Daza (1537–1596)

## De
- Auguste De Boek (1865–1937)
- Serafino De Ferrari (1824–1885)
- Arnoldus De Fine (1530–1586)
- Nicola De Giosa (1819–1885)
- Arthur De Greef (1862–1940)
- Reginald De Koven (1859–1920)
- Isidore De Lara (1858–1935)
- Francesco De Leone (1887–1948)
- Thierry De Mey (1956)
- Camillo De Nardis (1857–1951)
- Victor De Sabata (1892–1967)
- Jon Deak (1943)
- Czaba Deák (1932)
- Brett Dean (1961)
- Raymond Deane (1953)
- Angelo DeAngelis (?–1825)
- Francisco Jose Debali (1791–1859)
- Jean-Jacques Debillemont (1824–1879)
- Claude Debussy (1862–1918)
- Maurice Decelles (1905–1979)
- Pamela Decker (1955)
- Fernande Decruck (1896–1954)
- Janos Decsenyi (1927)
- Constantin Christian Dedekind (1628–1715)
- Dan Dediu (1967)
- Jean-Michel Defay (1932)
- Louis Deffés (1819–1900)
- René Defossez (1905–1988)
- Johann Degen (1585–1637)
- Pietro Degli (1648–1720)
- Stěpan Anikijevič Degtjarjov (1766–1813)
- Joseph Anton Deichel (1699–1778)
- Joseph Cristoph Deichel (1695–1753)
- Eugéne-Joseph Déjazet (1819–1880)
- David Del Tredici (1937)
- Maurice Dela (1919–1978)
- Marcel Delaannoy (1898–1962)
- Maurice Delage (1879–1961)
- Michel Richard Delalande (1657–1726)
- Herman-Francois Delange (1715–1781)
- Marcel Delannoy (1898–1962)
- Robert Delanoff (1942)
- Léon Charles Delcroix (1880–1938)
- Georges Delerue (1925–1992)
- Luis Abraham Delgadillo (1887–1961)
- Leo Delibes (1836–1891)
- Thomas DeLio (1951)
- Frederick Delius (1862–1934)
- Azzolino Bernardino Della Ciaia (1671–1755)
- Dominique Della Maria (1769–1800)
- Michael Dellaira (1949)
- Giovanni Leonardo Dell'Arpa (1530–1602)
- Florian Johann Deller (1729–1773)
- Rudolf Dellinger (1857–1910)
- Norman Dello Joio (1913–2008))
- Giuseppe Dell'Orefice (1848–1889)
- Marc Delmas (1885–1931)
- Stephane Delplace (1953)
- Claude Delvincourt (1888–1954)
- Christoph Demantius (1567–1643)
- Lucio Demare (1906–1974)
- Jules Demersseman (1833–1866)
- Jeanne Demessieux (1921–1968)
- Stuart Dempster (1936
- Norman Demuth (1898–1968)
- Antonio Demzio (1. pol. 18. stol.)
- Jules Denefve (1814–1877)
- Michael Denhoff (1955)
- Edison Vasiljevič Denisov (1929–1996)
- Fabrizio Dentice (1539–1581)
- Jef Denyn (1862–1941)
- Luigi Denza (1846–1922)
- Richard Dering (1580–1630)
- Dennis DeSantis (1973
- Jacques Desbriere (1925)
- Alfred Desenclos (1912–1971)
- Prosper-Didier Deshayes (?–1815)
- Adolphe Deslandres (1840–1911)
- Henry Desmarets (1661–1741)
- Laurent Desmazures (1714–1810)
- Léopold-Bastien Desormery (1740–1810)
- Marc-Antoine Désougiers (1742–1793)
- Yvonne Desportes (1907–1993)
- Josquin Desprez (1450–1521)
- Paul Dessau (1894–1979)
- Josef Dessauer (1798–1876)
- Felix Otto Dessoff (1835–1892)
- André Cardinal Destouches (1672–1749)
- Franz Seraph von Destouches (1772–1844)
- Józef Deszczynski (1751–1844)
- Vladimír Michailovič Děševov (1889–1955)
- Gaudentius Dettelbach (1739–?)
- Nancy Bloomer Deussen (1931)
- Chaitanya G. Deuter (1945
- Bernd Richard Deutsch (1977
- Antonín Devátý (1903–1964)
- Francois Devienne (1759–1803)
- Fréderic Devreese (1929)
- Godfried Devreese (1893–1972)
- Harry Dexter (1910–1973)
- Nicolas Dezéde (1742–1792)

## D’H–Di
- Eugéne D'Harcourt (1859–1918)
- Henri-Georges D'Hoedt (1885–1936)
- Anton Diabelli (1781–1858)
- Carlo Diacono (1876–1942)
- David Diamond (1915–2005)
- Eugéne Diaz (1837–1901)
- Simon Diaz (1928–2014))
- Robert Dick (1950)
- David Dickau (1953)
- Auner Mary Dickenson (1880–1965)
- Peter Dickinson (1934)
- Emma Lou Diemer (1927)
- Katherine Dienes (1970)
- Alphons Diepenbrock (1862–1921)
- John Diercks (1927)
- Bernard van Dieren (1887–1936)
- Edmond-Marie Diet (1854–1924)
- Christian Ludwig Dieter (1757–1822)
- Albert Dietrich (1829–1908)
- Ludvík Dietrich (1803–1858)
- Sixtus Dietrich (1493–1548)
- Charles Dieupart (1667–1740)
- David Digard (?–1745)
- Jan van Dijk (1918–2016)
- Lawrence Dillon (1959)
- Anthony DiLorenzo (1967)
- Constantin Dimitrescu (1847–1928)
- Franz Anton Dimmler (1753–1827)
- Ivan Dimov (1927–2009)
- Sigismondo D'India (1582–1629)
- Norman Dinerstein (1937–1982)
- Violeta Dinescu (1953)
- Shande Ding (1911–1995)
- Grigoras Dinicu (1889–1949)
- Renato Dionisi (1910–2000)
- Richard Wayne Dirksen (1921–2003)
- Girolamo Diruta (1544–1610)
- Hugo Distler (1908–1942)
- Karl Ditters von Dittersdorf (1739–1799)
- Paul-Heinz Dittrich (1930)
- Antonius Divitis (1470–1534)

## Dl–Do
- Vojtěch Dlask (1979)
- Erazim Dloski (1857–1923)
- Wojciech Dlugoraj (1558–1619)
- Lucia Dlugoszewski (1931–2000)
- Johannes Döbber (1866–1921)
- Charles Dobdin (1745–1814)
- Antun Dobronic (1878–1955)
- Isaj Alexandrovič Dobrovejn (1891–1953)
- Ignacy Feliks Dobrzyński (1807–1867)
- László Dobszay (1935)
- Jozsef Doczy (1863–1913)
- Johanna Doderer (1969)
- Charles Dodge (1942)
- Stephen Dodgson (1924)
- Franz Doelle (1883–1965)
- Theodor van Döhler (1814–1856)
- Ernö Dohnányi (1877–1960)
- Alexandre Pierre Joseph Doche (1799–1849)
- Joseph-Denis Doche (1766–1825)
- René Doire (1879–1959)
- Johann Friedrich Doles (1715–1797)
- Jan Emanuel Doležálek (1780–1858)
- Metod Doležil (1885–1971)
- Samuel Dolin (1917–2002)
- Hanuš Domanský (* 1944)
- František Domažlický (1913–1997)
- Gianpaolo di Domenico (?)
- Carlo Domeniconi (1947
- Gerd Domhardt (1945–1997)
- Cesare Dominiceti (1821–1888)
- Domoslav (1. pol. 14. stol.)
- Francois Dompierre (1943)
- Pino Donati (1907–1975)
- Baldassare Donato (1529–1603)
- Franco Donatoni (1927–2000)
- Narcisa Donátová (1928–1981)
- Stefano Donaudy (1879–1925)
- Václav Dobiáš (1909–1978)
- Alfredo Donizetti (1867–1921)
- Gaetano Donizetti (1797–1848)
- Johannes Donjon (1839–1912)
- Girolamo Donnini (?–1752)
- Jose Antonio Donostia (1886–1956)
- Cornelis Dopper (1870–1939)
- Árpád Doppler (1857–1927)
- Franz Doppler (1821–1883)
- Karl Doppler (1825–1900)
- Antal Dorati (1906–1988)
- Gustave Doret (1866–1943)
- Avner Dorman (1975)
- Heinrich Dorn (1804–1892)
- Louis-Antoine Dornel (1680–1756)
- Arne Dorumsgaard (1921–2006)
- Adolf von Doss (1823–1886)
- Nico Dostal (1895–1981)
- Fraňo Dostalík (1896–1944)
- Friedrich Dotzauer (1783–1860)
- Georges Douay (1840–1877)
- Jaroslav Doubrava (1909–1960)
- Vilém Doubrava (1864–1935)
- František Doubravský (1790–1867)
- Celius Hudson Dougherty (1902–1986)
- Bill Douglas (1944)
- Clive Martin Douglas (1903–1977)
- Victor Dourlen (1780–1864)
- Eduard Douša (1951)
- Karel Douša (1876–1944)
- Jonathan Dove (1959)
- John Dowland (1563–1626)
- John W. Downey (1927–2004)

## Dr
- Felix Draeseke (1835–1913)
- Donald Draganski (1936)
- Dimitris Dragatakis (1914–2001)
- Giovanni Battista Draghi (1640–1708)
- Sabin Dragoi (1894–1968)
- Domenico Dragonetti (1763–1846)
- Giovanni Andrea Dragoni (1540–1598)
- Josef Drahlovský (1847–1926)
- Josef Drahorád (1816–1895)
- Earl Drake (1894–1968)
- Erik Drake (1788–1870)
- David Dramm (1961)
- Marina Dranišnikova (1929–1994)
- Deborah Drattell (1956)
- Paul Drayton (1944)
- František Drdla (1868–1944)
- Josef Drechsler (1782–1852)
- Radim Drejsl (1923–1953)
- Sem Dresden (1881–1957)
- Adam Drese (1620–1701)
- Paul Dresher (1951)
- Erwin Dressel (1909–1972)
- Johann Chrysostom Drexel (1758–1801)
- George Dreyfus (1928)
- Alexander Dreyschock (1818–1869)
- Friedrich Drieberg (1780–1856)
- Johannes Driessler (1921–1998)
- Riccardo Drigo (1846–1930)
- Louis Drouet (1792–1873)
- Annette von Droste-Hülshoffová (1797–1848)
- Duncan Druce (1939–2015)
- Jacob Druckman (1928–1996)
- Dean Drummond (1949)
- Jiří Družecký (1745–1819)
- Learmont Drysdale (1866–1909)

## Du
- Mingxin Du (1928)
- Yun Du (1977)
- Eustache Du Caurroy (1549–1609)
- Henry Du Mont (1610–1684)
- Jean Baptiste Édouard Du Puy (1770–1822)
- John W. Duarte (1919–2004)
- Bertrand Dubedout (1958)
- Andreas Düben (1597–1622)
- Arkadij Dubenskij (1890–1966)
- Fjodor Jakovlevič Dubjanskij (1691–1722)
- Léon Dubois (1859–1935)
- Pierre Max Dubois (1930–1995)
- Theodore Dubois (1837–1924)
- Rihards Dubra (1964)
- Laszlo Dubrovay (1943)
- Richard Dubugnon (1968)
- Simon le Duc (1740–1777)
- William Duckworth (1943
- Francois Dufaut (1604–1672)
- Guillaume Dufay (1397–1474)
- Arthur Duff (1899–1956)
- Alfred Dufresne (1822–1863)
- Gustave Dugazon (1782–1826)
- Joseph Francis Duggan (1817–1900)
- Pauline Duchambge (1778–1858)
- Antoine Dukas (1925)
- Paul Dukas (1865–1935)
- Barnabas Dukay (1950
- John Duke (1899–1984)
- Vernon Duke (1903–1969)
- Philipp Dulichius (1562–1631)
- Pierre Dumage (1674–1751)
- Guillaume Dumanoir (1615–1697)
- Gheorghe Dumitrescu (1914–1996)
- Charles-Francois Dumonchau (1775–1820)
- Tan Dun (1957)
- Alexander Dunajevskij (1843–1911)
- Isaak Osipovič Dunajevskij (1900–1955)
- Trevor Duncan (1924–2005)
- Thomas Dunhill (1877–1946)
- Antonio Duni (1700–1766)
- Egidio Duni (1709–1775)
- Stanislaw Duniecki (1839–1870)
- John Dunstable (1390–1453)
- Henri Duparc (1848–1933)
- Jacques Duphly (1715–1789)
- Gabriel Edouard Xavier Dupont (1878–1914)
- Marcel Dupré (1886–1971)
- Gilbert Duprez (1806–1896)
- Albert Dupuis (1877–1967)
- Charles Duquesnoy (1759–1822)
- Auguste Durand (1830–1909)
- Francesco Durante (1684–1755)
- Louis Durey (1888–1979)
- Zsolt Durko (1934–1997)
- Péter Durkó (1972)
- Sebastian Durón (1660–1716)
- Maurice Duruflé (1902–1986)
- František Josef Dusík (1765–1816)
- Jan Ladislav Dusík (1760–1812)
- Kateřina Veronika Anna Dusíková (1769–1833)
- Sophia Dussek (1775–1847)
- František Xaver Dušek (1731–1799)
- Jan Dušek (1985)
- Leopold Dušinský (1833–1911)
- Henri Dutilleux (1916–2013)
- Pierre Dutilleux (1754–1798)
- Frédéric Duvernoy (1765–1838)
- Victor Alphonse Duvernoy (1842–1907)
- Flor van Duyse (1843–1910)

## Dv–Dz
- Balys Dvarionas (1904–1972)
- Jiří Dvořáček (1928–2000)
- Antonín Dvořák (1841–1904)
- Markéta Dvořáková (1977
- Roland Dyens (1955)
- John Bacchus Dykes (1823–1876)
- Torbjorn Dyrud (1974)
- George Dyson (1883–1964)
- Alexander Michajlovič Dzegeljonok (1891–1969)
- Ivan Ivanovič Dzerdžinskij (1909–1978)